# Bel (jednostka)
Bel – logarytmiczna jednostka miary wielkości ilorazowych, oznaczana symbolem B, będąca wielkością bezwymiarową (liczbą niemianowaną), sygnalizującą użycie miary ilorazowo-logarytmicznej. Najpopularniejszą jednak jednostką, posiadającą szersze zastosowanie, jest jej podwielokrotność, czyli decybel.
Jednostkę bel stosuje się zwłaszcza w tych dziedzinach, gdzie ma się do czynienia z detekcją lub pomiarem wpływu sygnału czy zjawiska na układy biologiczne (głośność, moc akustyczna źródła, stopień wzmocnienia sygnału itp.), reagujące na sygnały zgodnie z prawem Webera-Fechnera, czyli w sposób nieliniowy. Zawsze określa się przy tym pewien poziom odniesienia, w stosunku do którego obliczany jest iloraz, np. w przypadku wielkości akustycznych poziomem odniesienia jest zazwyczaj próg słyszalności, który wynosi 10−12 W/m².

## Wzór
W wypadku pomiaru mocy, co jest często realizowane w elektronice, wzór ma postać:
{\displaystyle P_{B}=\log _{10}\left({\frac {P}{P_{0}}}\right),}
gdzie:
{\displaystyle P_{0}} – moc odniesienia,
{\displaystyle P} – dana moc.
Zamiast jednostki bel stosuje się najczęściej wcześniej wspomnianą jednostkę podwielokrotną, noszącą nazwę decybel (dB), przy czym zastosować można również iloraz dowolnych innych wielkości fizycznych, charakteryzujących pewien układ. Wzór na decybel brzmi następująco:
{\displaystyle 1\,{\text{dB}}={\frac {1}{10}}\,{\text{B}}.}

## Przykład
Przyjmując przykładowo głośność 60 dB (rzadko używane bywa w takich przypadkach równoważne 6 B) oznacza to, że sygnał akustyczny jest milion razy (106) silniejszy od progu słyszalności, a 90 dB – miliard razy (109) silniejszy. Wynika to z następujących rachunków, w których {\displaystyle P_{prg}} oznacza próg słyszalności:
{\displaystyle \log _{10}{\left({\tfrac {1.000.000\cdot P_{prg}}{P_{prg}}}\right)}=\log {\left(10^{6}\cdot {\tfrac {P_{prg}}{P_{prg}}}\right)}=\log _{10}{\left(10^{6}\right)}=6\,{\text{B}}=60\,{\text{dB}}}
{\displaystyle \log _{10}{\left({\tfrac {1.000.000.000\cdot P_{prg}}{P_{prg}}}\right)}=\log {\left(10^{9}\cdot {\tfrac {P_{prg}}{P_{prg}}}\right)}=\log _{10}{\left(10^{9}\right)}=9\,{\text{B}}=90\,{\text{dB}}.}